# Santa Cruz de la Soledad
Santa Cruz de la Soledad es una de las delegaciones del municipio de Chapala ubicado dentro de los límites del lago de Chapala en el estado de Jalisco, con una altura aproximada de 1540m sobre el nivel del mar.

## Historia
El nombre de Santa Cruz es otorgado por los franciscanos que estuvieron en contacto con los indígenas que habitaban en el lago de Chapala. Era costumbre católica asignar el nombre de un santo o símbolo cristiano a las pequeñas aldeas que se encontraban en los alrededores del municipio, a efecto de tener control sobre la feligresía.
Para el año de 1548, fecha en que se construye la iglesia y convento de Chapala, la población de Santa Cruz, conquistada espiritualmente, era perfectamente identificada por este nombre, ya que había de convertirse en una delegación de dicho convento junto a otros dos pueblos: Ixtlahuacan de los membrillos y San Juan Tecomatlan.
Por su parte, el sufijo de la Soledad le viene del culto y veneración a la dolorosa y que recobra mayor presencia a principios del siglo XX. Para 1823 aparece en la nomenclatura oficial como Santa Cruz de la Soledad, Jal. Ello significa que administrativamente el pueblo oficializa su nombre una vez iniciado el Gobierno Soberano de Jalisco.
La conformación étnica de este pueblo era en su mayoría indígena hasta no hace un siglo atrás. Dicha conclusión se hace después de revisar algunas pruebas documentales, tales como diversos censos hechos en el siglo XVII y XVIII.
El censo hecho por el cura Antonio Manuel Velázquez y que en su portada dice: censo dispuesto por el Dr. Diego Rodríguez Rivas del Reino de Velazco y el Dignísimo Obispo de Guadalajara del Reino de Galicia de León. En la parte interna de dicho censo aparece el siguiente texto: Filiación de los naturales del pueblo de Santa Cruz en estado, calidad y edad en las que se hallan por el mes de noviembre de 1766; a esta fecha vivían 41 familias, sin contar viudas, viudos y huérfanos.
Por otra parte, el historiador José Méndez Valdez en la Descripción y censo de la Intendencia de la Nueva España (1789-1793) decía lo siguiente: Santa Cruz pueblo de indios, con cuatro españoles, 305 naturales y 30 castas.
Estudios científicos han confirmado que los asentamientos indígenas de la rivera de Chapala, pertenecieron a una familia de gentilicio cocas. Para José Ramírez Flores, eminente estudioso de las lenguas indígenas de la región, la palabra ""cocas"" es de filiación mexicana que significa Habitantes o moradores donde abundan las ollas, deriva comitl olla, mas el particulo can abundancia de algo, que juntos forman cocan donde abundan las ollas, y que en plural se convierte en cocas.
Los suelos fértiles y los pantanos de los valles lacustres eran buenos para la agricultura y recolección, había muchos animales de caza y los ríos y lagos atraían a una gran variedad de aves, peces y otra fauna acuática.
Además del provecho que obtenían de los recursos naturales, era importante la relación hombre-agua, pues la religión estaba íntimamente ligada a la naturaleza, en rituales de purificación, fertilidad y abundancia. 

## Flora y fauna

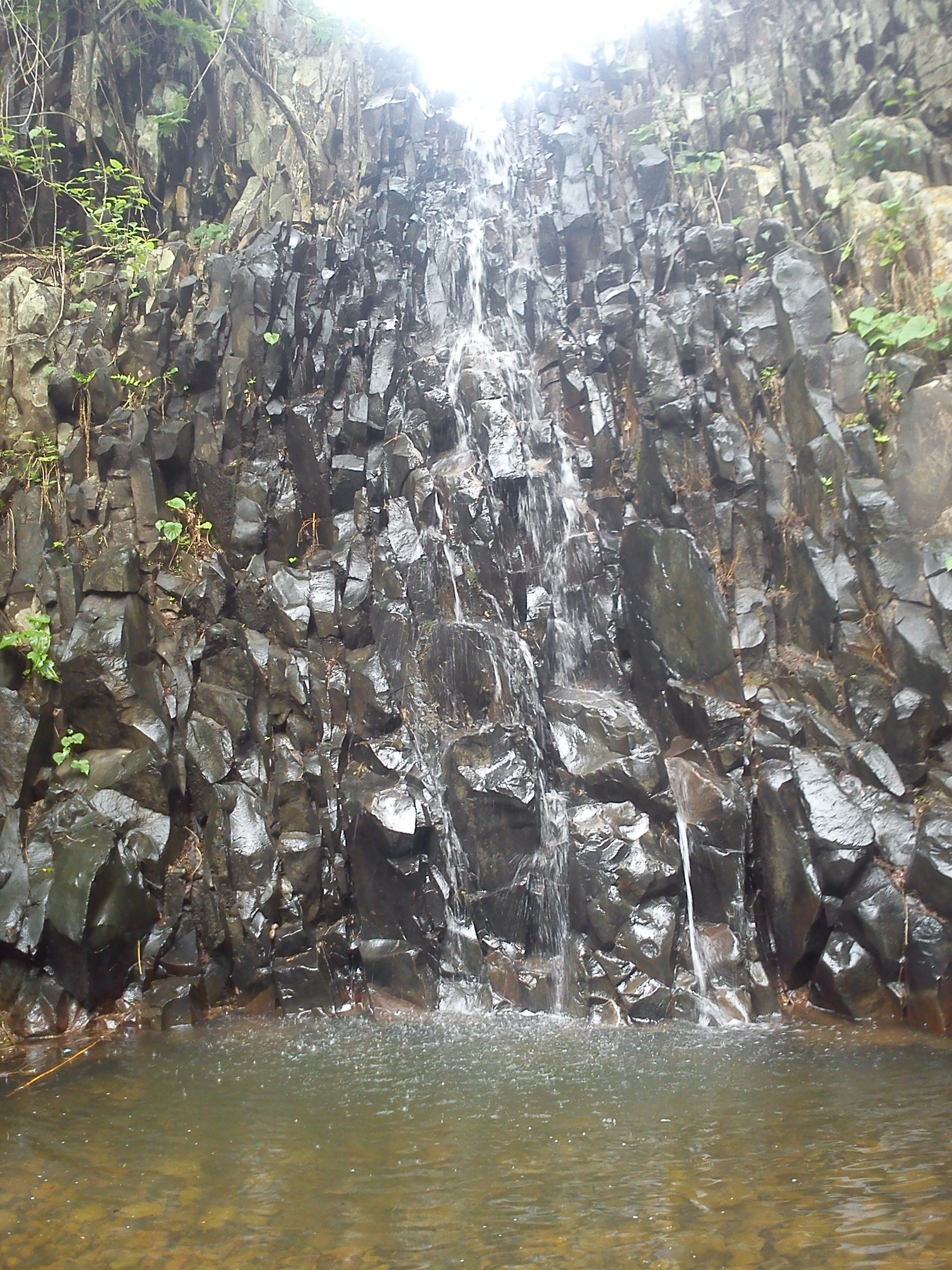
El "chorro".

En esta localidad abundan los árboles de huamuchil y mezquite así como los huizache, mientras que en la fauna se pueden encontrar armadillos, coralillos, venados y tlacuaches. 

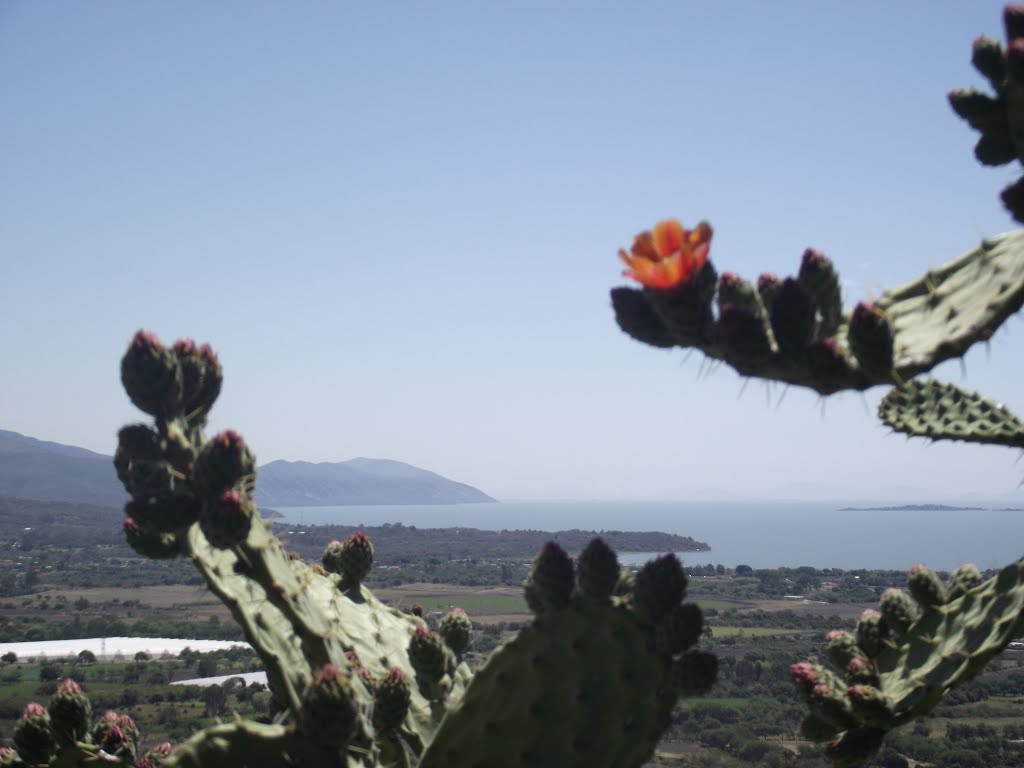
Santa cruz de la soledad, Chapala, Jalisco, Lago de Chapala, Cerro, montaña

El comercio de estos últimos está prohibido por la ley, cabe destacar que el tlacuache es el único marsupial mexicano.  Los lugares naturales más populares para visitar cerca de la comunidad de Santa cruz de la soledad son: una pequeña represa ubicado a norte del pueblo por la carretera Santa Cruz de la soledad - Ixtlahuacan siendo conocida esta como "La presa", otra pequeña represa ubicada al noroeste conocida como "la presa del cántaro", un pequeño arroyo formado por el escurrimiento de agua en donde las pendientes 2 cerros se unen formando una cuña conocido por los locales como "El chorro", el lago de Chapala y las montañas que rodean al pueblo.

## Economía

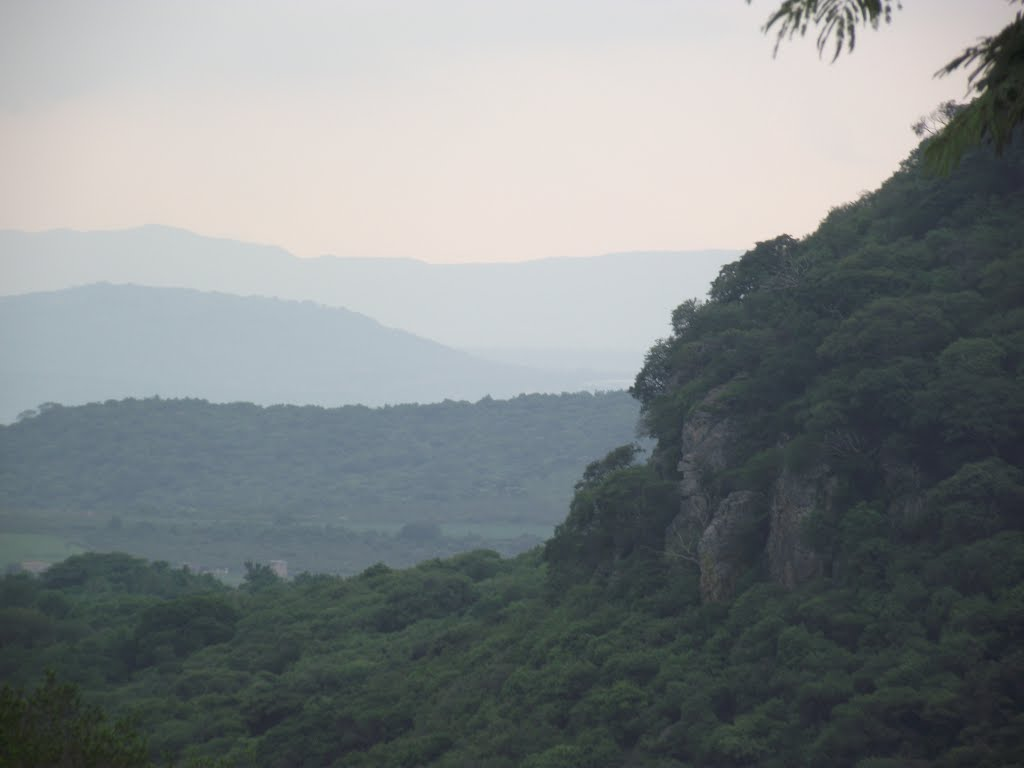
Un atardecer en Santa cruz de la soledad, Chapala, Jalisco

Típicamente la mayor parte de esta comunidad obtiene sus recursos económicos de la agricultura, ganadería y pesca. 
Aunque en los últimos años algunos de los habitantes han decidido salir del pueblo para encontrar nuevas actividades económicas en las comunidades aledañas muchos de los cuales optan por trabajar en la gran Guadalajara o bien en la parte turística de la rivera de Chapala principalmente en hoteles o restaurantes.

## Festividades y tradiciones

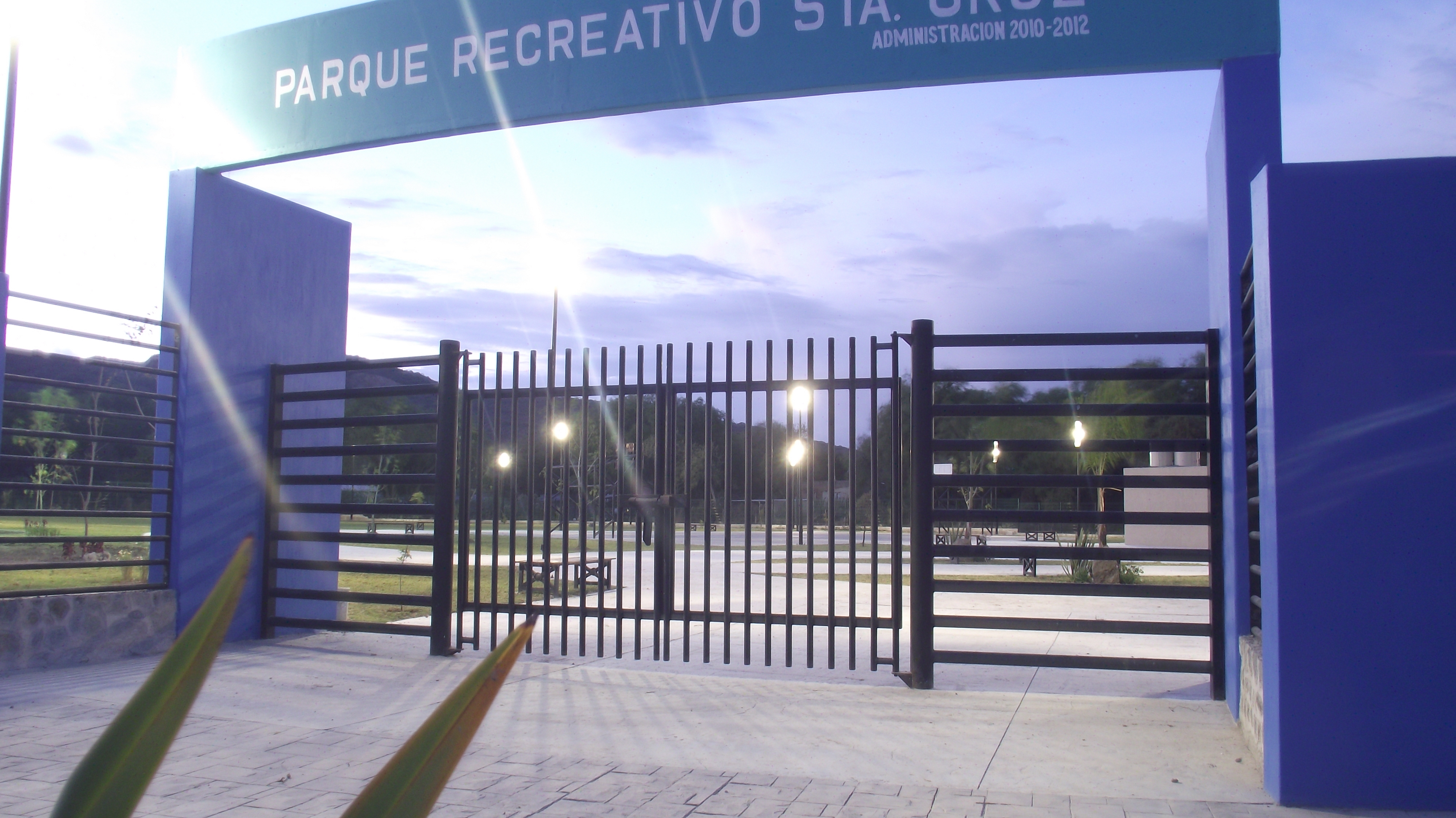
Parque de Santa Cruz de la Soledad, en Santa Cruz de la Soledad, Chapala, Jalisco

### Fiestas patronales

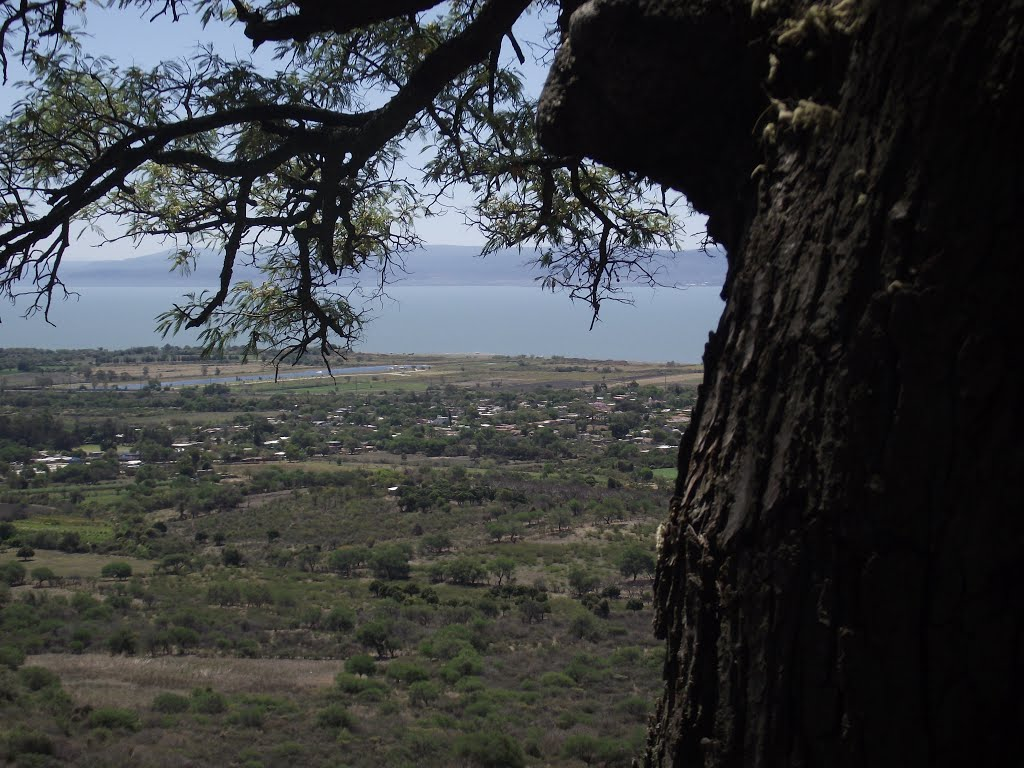
Santa cruz de la soledad, Chapala, Jalisco, montaña

Las fiestas patronales se celebran el 3 de mayo, en honor a la Santa Cruz. Esta es una fiesta tan esperada por los habitantes que viven en esta delegación por el hecho de que muchas familias se reúnen con sus familiares radicados particularmente en los Estados Unidos.
Nueve son los días de fiesta, a partir del 25 de abril hasta el tres de mayo, en los que se toca el alba y se detonan cohetes de pólvora por la mañana. Durante el novenario y por la noche, se asiste a la plaza a degustar gran cantidad de antojitos mexicanos, escuchar música de banda y complacer a los niños en los juegos mecánicos.
La organización de la fiesta religiosa corre a cargo de diversos gremios religiosos, quienes se encargan de pasar por las casas solicitando la aportación de los pobladores para los gastos generados.
El gasto se complementa con la aportación de los hijos ausentes, del gremio de comerciantes, los jóvenes del pueblo y algunas de las familias más distinguidas del pueblo en lo particular toman uno de los nueve días del novenario. Su papel consiste en hacerse cargo de los gastos de la fiesta según el día que se haya tomado.
Por lo regular se quema el tradicional torito de busca pies y el castillo de pólvora por las noches durante los nueve días.
Durante estas fechas también se organizan jaripeos por las tardes en los que las personas pueden aprovechar y escuchar música de banda, comer botana(guasanas, cacahuates, papas fritas) y degustar bebidas alcohólicas como tequila o cerveza durante el desarrollo del evento.

### Día de San Isidro Labrador
Esta costumbre se realiza cada 15 de mayo en honor a san Isidro Labrador. Y su origen se debe a que en 1970, se inauguraría la presa con gran regocijo popular: música, cohetes, misa y una verbena popular ofrecida por el pueblo para los gobernantes que asistieron al lugar donde simbólicamente se entregaba la obra al pueblo.
Sin duda, la bendición del Pbro. Luis Flores, sacerdote del lugar en la presa, tuvo connotación religiosa importante, pues con su bendición auguraba buenas cosechas de riego para los campesinos de pueblo.
En su empeño por mantener viva la costumbre por asistir a la presa cada año, la familia Álvarez Hernández y, en lo particular Don Miguel, empeñaron su esfuerzo para consolidar tal paseo, con plena intención ecológica, pues lo que se trata 

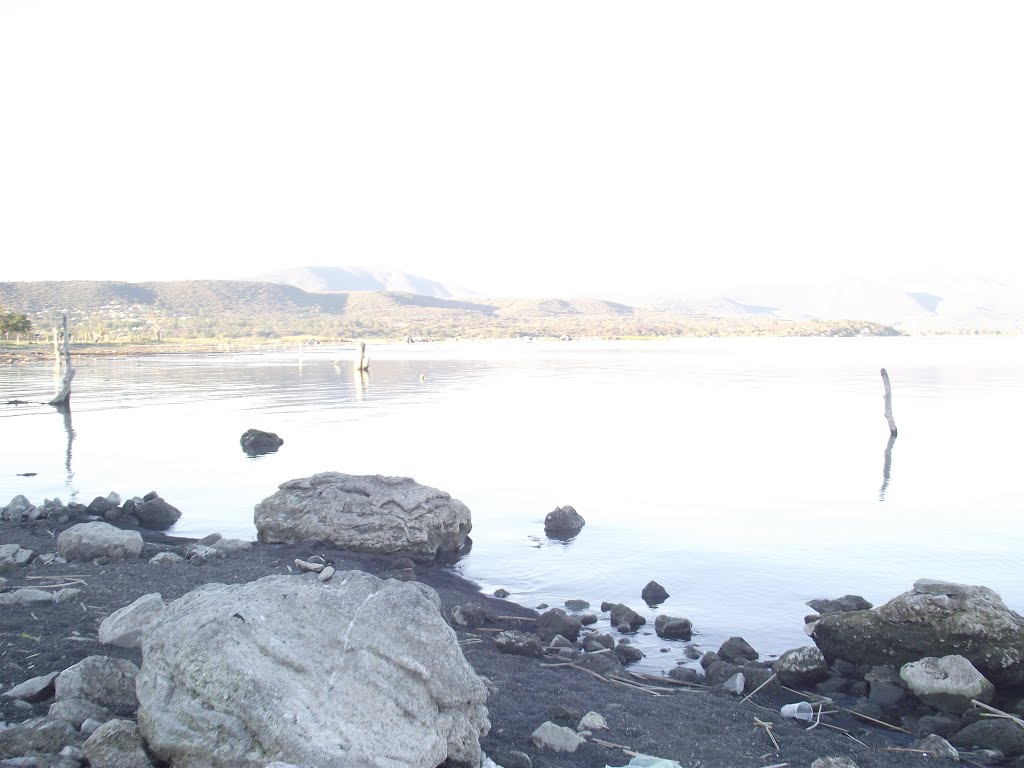
Lago de chapala, Santa cruz de la soledad, Chapala, Jalisco

es de cuidar el recurso hidráulico y esperar excelentes cosechas.
La esencia de la costumbre es reunirse a las orillas de la presa de esta localidad para llevar a cabo una ceremonia religiosa para después pasar a comer y convivir con las demás personas del pueblo. 

### 16 de septiembre
El 16 de septiembre es tradicional llevar a cabo una serie de juegos en el quiosco, entre los que destacan el palo encebado, el juego del comal tiznado y el papaque. Este último consiste en lanzarse harina y huevos unos a otros en representación de aquella batalla conmemorable a dicho día y se lleva a cabo al finalizar los juegos primeramente citados.

### Semana Santa y de Pascua
Durante estas fechas es tradicional ir a pasar el día a las orillas del lago de chapala y pescar, para luego proceder a comer el fruto obtenido de la pesca.